# A Biblia gyermekeknek – Újszövetség
A Biblia gyermekeknek – Újszövetség (eredeti címén The King Is Born) amerikai rajzfilmsorozat Richard Rich rendezésében. Magyarországon az M2 tűzte műsorára. A sorozat megismerteti a gyerekeket Jézus tanításaival és az egyház alapjaival.

## Epizódok
1. A Király megszületett
2. Jézus, az Isten fia
3. Keresztelő János
4. Megkerült az elveszett
5. Aki sziklára épít...
6. Uram, hiszek
7. Bocsásd meg vétkeinket
8. Jézus példabeszédei
9. A tékozló fia
10. Az irgalmas szamaritánus
11. Jézus csodatételei
12. Mennyei kenyér
13. Az igazságos bíró
14. Kincsek a Mennyben
15. A mennyek országa
16. Lázár él!
17. A Messiás eljön
18. Az idők jelei
19. Isten bárányai
20. Feltámadt
21. Tarzuszi Pál
22. A legkisebb a legnagyobb
23. A Miatyánk
24. Pál apostolsága